# NGC 2314
NGC 2314 è una galassia ellittica situata nella costellazione della Giraffa, a una distanza di circa 184 milioni di anni luce dalla nostra Via Lattea.

## Scoperta
La galassia è stata scoperta il 1 agosto 1883 dall'astronomo tedesco Wilhelm Tempel.

## Supernova
Il 12 febbraio 2005, all'interno di NGC 2314 è stata scoperta la supernova SN 2005ai dagli astronomi amatoriali statunitensi Tim Puckett e T. Orff. La supernova è stata classificata di tipo Ia.